# Seri Ozaki
Seri Ozaki (japanisch 尾﨑 世梨 Ozaki Seri; * 22. September 2002 in Hokkaidō) ist eine japanische Fechterin, die bei den Olympischen Sommerspielen 2024 eine Bronzemedaille gewann.

## Leben
Seri Ozaki war als Schülerin anfangs Karate-Sportlerin, bis sie als Siebtklässlerin mit Fechten begann, da ihre Mittelschule einen Fecht-Club hatte, dem sie beitrat. Erst als Studentin entschied sie sich für den Säbel, vorher hatte sie auch mit dem Degen gefochten. Ozaki kämpft mit der rechten Hand, sie wird von Jerome Guth im japanischen Nationalteam trainiert und studiert seit 2021 an der Hōsei-Universität in Tokio (Stand 2024) in der juristischen Fakultät internationale Politik.

## Karriere
Bei den 2023 ausgetragenen Asienspielen 2022 in Hangzhou erkämpfte sich Seri Ozaki eine Silbermedaille im Einzelwettbewerb und zusammen mit Misaki Emura und Shihomi Fukushima Bronze mit dem japanischen Team beim Mannschaftswettbewerb. Vorher hatte sie bereits im selben Jahr mit ihrem Team die Bronzemedaille bei den Weltmeisterschaften in Kairo gewonnen. Bei den Asienmeisterschaften 2022 in Seoul errang sie wieder mit ihrem Team die Silbermedaille im Säbel-Mannschaftswettbewerb.
Im Jahr 2023 war Seri Ozaki Teil der japanischen Damenmannschaft, die im chinesischen Wuxi bei den Asienmeisterschaften den dritten Platz erreichte, indem sie das Team aus Hongkong 45:43 schlug.
2024 nahm sie erfolgreich an den Asienmeisterschaften in Kuwait teil. Sie konnte im Einzel hinter ihrer Landsfrau Misaki Emura und der Südkoreanerin Yoon Ji-su die Bronzemedaille erringen. Mit der japanischen Mannschaft kam sie auf Platz vier.
Bei den Olympischen Sommerspielen 2024 in Paris war Seri Ozaki zusammen mit Misaki Emura, Risa Takashima und Shihomi Fukushima Teil der japanischen Säbelmannschaft. In dem Wettbewerb bezwangen die japanischen Fechterinnen Ungarn mit 45:37 und wurden von der Ukraine in der nächsten Runde mit 32:45 geschlagen. Im Kampf um die Bronzemedaille konnte Seri Ozaki mit ihrem Team die Gastgeberinnen aus Frankreich mit 45:40 schlagen und so auf den dritten Platz kommen. Die Bronzemedaille war die erste olympische Medaille einer japanischen Mannschaft in einem Säbel-Mannschaftswettbewerb. Seri Ozaki erreichte damit auch ihr selbst gestecktes Ziel für das Jahr 2024.